# ريتشارد روبرتس (مقدم تلفزيوني)
ريتشارد روبرتس (بالإنجليزية: Richard Roberts)‏ هو مقدم تلفزيوني أمريكي، ولد في 12 نوفمبر 1948 في تلسا في الولايات المتحدة.

## وصلات خارجية
- ريتشارد روبرتس على موقع إن إن دي بي (الإنجليزية)